# Gare de Chamalières-sur-Loire
Gare de Chamalières-sur-Loire – przystanek kolejowy w Chamalières-sur-Loire, w departamencie Górna Loara, w regionie Owernia-Rodan-Alpy, we Francji.
Został otwarty w 1866 przez Compagnie des chemins de fer de Paris à Lyon et à la Méditerranée (PLM). Jest przystankiem kolejowym Société nationale des chemins de fer français (SNCF), obsługiwanym przez pociągi TER Auvergne.

## Położenie
Znajduje się na wysokości 521 m n.p.m., na km 81,608 linii Saint-Georges-d’Aurac – Saint-Étienne, pomiędzy przystankami Vorey i Retournac.